# Hindenburg Research
Hindenburg Research LLC è una società di ricerca sugli investimenti statunitense con un focus sulla vendita allo scoperto di attivisti nel mondo finanziario fondata da Nathan Anderson nel 2017.  L'azienda prende il nome dal disastro del dirigibile Hindenburg del 1937, caratterizzato come un disastro evitabile causato dall'uomo. e genera rapporti pubblici tramite il suo sito Web che denunciano frodi e illeciti aziendali. Le aziende che sono state oggetto dei loro rapporti includono Adani Group, Nikola, Clover Health, Block, Inc., Kandi  e Lordstown Motors. Questi rapporti presentano anche difese della pratica delle vendite allo scoperto e spiegazioni di come le vendite allo scoperto possano "svolgere un ruolo fondamentale nell'esporre le frodi e proteggere gli investitori".

## Storia
Fondato da un giovane di 37 anni, Nathan Anderson, che ha studiato alla Connecticut University prima di trascorrere un breve periodo in Israele a guidare ambulanze, si è ispirato a due punti di riferimento nella nascita di Hindenburg Research: la tragedia del dirigibile tedesco Hinderburg che prese fuoco e precipitò mentre atterrava a New York e Harry Markopolos, che denunciò in varie riprese (e mai ascoltato) le operazioni di Bernie Madoff, autore dello scandalo basato sullo schema Ponzi che bruciò nel 2008 circa 65 miliardi di dollari di investimenti.

### Operazioni
Hindenburg Research prepara un rapporto di indagine su una società target esaminando i suoi registri pubblici, i documenti aziendali interni e parlando con i suoi dipendenti. Il rapporto viene quindi distribuito ai soci accomandanti di Hindenburg, che, insieme a Hindenburg, assumono una posizione corta nella società target prima di pubblicare il rapporto. Hindenburg ottiene profitti se il prezzo delle azioni della società target diminuisce.

## Le ricerche principali

### Rapporto Nikola
Nel settembre 2020, Hindenburg Research ha pubblicato un rapporto sulla Nikola Corporation che includeva accuse secondo cui la società era "una frode intricata costruita su dozzine di bugie" e sosteneva che il suo fondatore, Trevor Milton, fosse responsabile di gran parte delle attività fraudolente.  In seguito alla pubblicazione del rapporto, le azioni di Nikola sono diminuite del 40% ed è stata aperta un'inchiesta della Securities and Exchange Commission (SEC). Mentre Milton inizialmente ha contestato le accuse, in seguito si è dimesso dalla sua posizione di presidente esecutivo e alla fine è stato ritenuto colpevole di frode bancaria e titoli. Nel novembre 2020, Nikola ha dichiarato di aver "sostenuto spese significative a seguito delle questioni normative e legali relative al rapporto Hindenburg".

### Rapporto Clover Health
Hindenburg ha pubblicato un rapporto sul piano Medicare Advantage Clover Health nel febbraio 2021, sostenendo che la società ha trascurato di informare gli investitori che era sotto inchiesta da parte del Dipartimento di Giustizia. Il rapporto ha anche affermato che il promotore di azioni e imprenditore miliardario, Chamath Palihapitiya,  ha trascurato la dovuta diligenza e ha ingannato gli investitori quando ha reso pubblica la società.  Hindenburg ha rivelato di non avere posizioni short o long in Clover.  Immediatamente dopo la sua pubblicazione, Clover Health ha respinto le accuse nel rapporto e ha anche dichiarato di aver ricevuto un avviso dalla SEC.

### Rapporto Adani Group
Nel gennaio 2023, Hindenburg ha rivelato di avere posizioni corte nel gruppo indiano Adani e ha segnalato problemi di debito e contabili. Allo stesso tempo, Hindenburg ha pubblicato un rapporto in cui si afferma che il conglomerato indiano Adani Group "si è impegnato in una sfacciata manipolazione delle azioni e in un piano di frode contabile nel corso di decenni". Subito dopo la pubblicazione, le società del gruppo Adani hanno registrato un forte calo dei prezzi delle azioni.  In un pezzo di follow-up, The Guardian ha sostenuto che Hindenburg aveva invitato il gruppo Adani a citarlo in giudizio se riteneva che il rapporto fosse inesatto.  Entro la fine di febbraio 2023, il gruppo indiano ha perso 150 miliardi di dollari di valore. Il patrimonio netto personale di Gautam Adani è sceso nell'arco di un mese dalla pubblicazione del rapporto quando è passato dall'essere la 3a persona più ricca del mondo alla 30ª.
Adani Group ha risposto accusando Hindenburg Research di aver lanciato "un attacco calcolato" all'India. In risposta, Hindenburg Research ha rilasciato una dichiarazione in cui affermava che Adani aveva eluso le domande chiave sollevate dal rapporto dell'azienda e aveva invece fatto ricorso a minacce. L'azienda ha dichiarato di mantenere la propria dichiarazione e ha sfidato il gruppo Adani a fare causa.
A causa delle accuse, la società finanziaria americana MSCI ha tagliato il flottante di quattro società Adani e Moody's Investors Service ha declassato le prospettive di rating di quattro società. Il Credit Suisse Group AG ha smesso di accettare obbligazioni delle società Adani come garanzia per prestiti a margine ai suoi clienti di private banking.